# (9284) 1981 ED24
(9284) 1981 ED24 — астероїд головного поясу, відкритий 7 березня 1981 року.
Тіссеранів параметр щодо Юпітера — 3.252.